# Brodacze ze Sławatycz

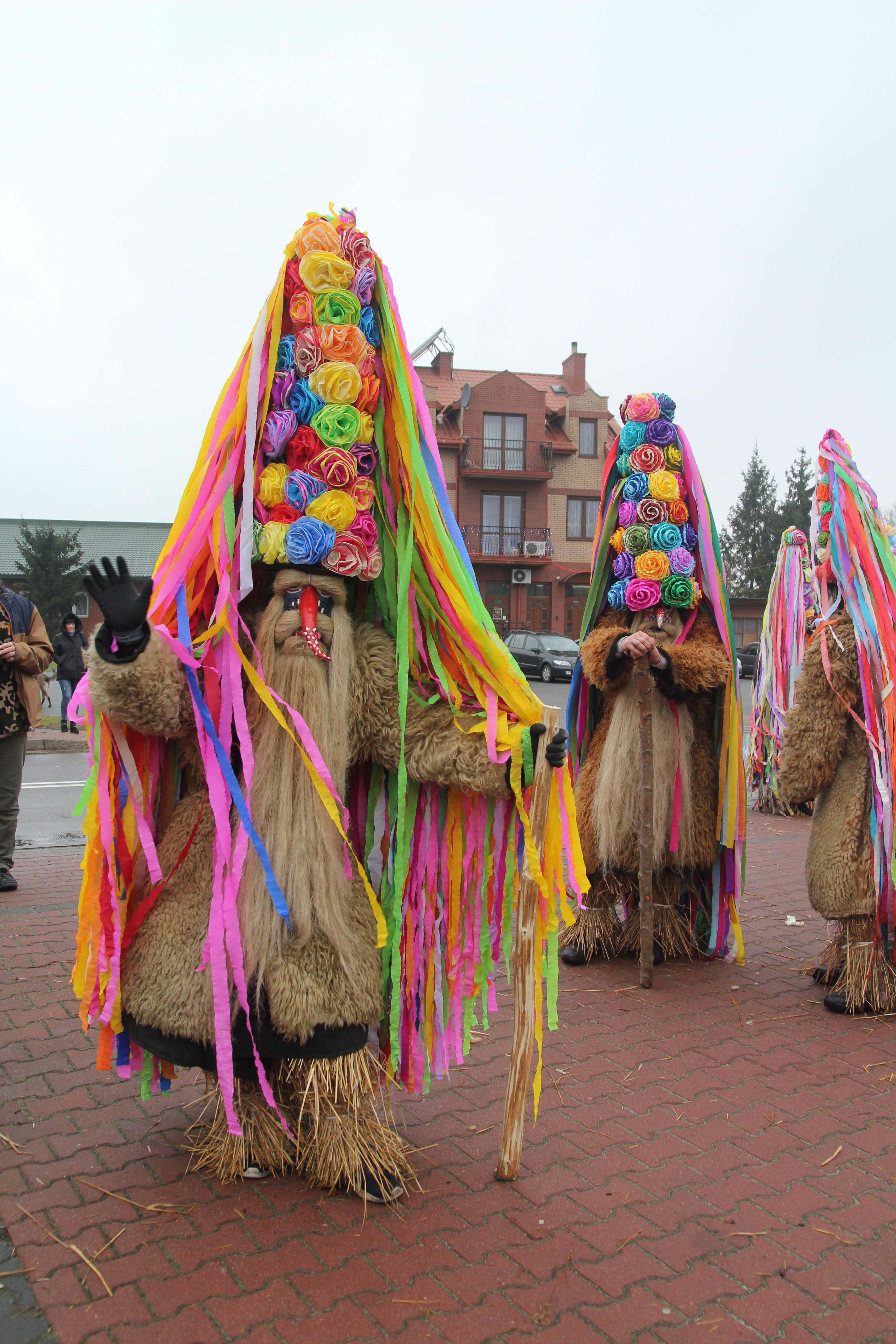
Brodacz ze Sławatycz

Brodacze ze Sławatycz – obrzęd kolędniczy odbywający się w miejscowości Sławatycze. Są to postacie, działające zarówno w sferze sacrum, jak i profanum. Noszą one strój, którego elementy mają ważne znaczenie symboliczne.

## Charakterystyka
W postać Brodacza wcielają się młodzi mężczyźni – kawalerowie. Poprzez magiczną zasadę podobieństwa (podobne przyciąga podobne), mają oni przyciągnąć z zaświatów siłę, zdrowie i witalność, która będzie odczuwana przez mieszkańców Sławatycz w nadchodzącym nowym roku. Taka postać kolędnika spełnia również funkcje zalotne, ponieważ „są to kawalerowie, w trakcie kolędowania zaczepiający panny”.
Po Bożym Narodzeniu za Brodaczy przebierają się dzieci, „w celu przedłużenia zabawy”, polegającej na przebieraniu się, jednak nie spełniają one funkcji obrzędu.
Brodacze zaczepiają kobiety, najczęściej panny, ganiają dzieci, zatrzymują kierowców na drodze, wydają z siebie dziwne, nieartykułowane odgłosy. Pojawiają się w ostatnie trzy dni grudnia.

## Geneza
W starożytnym Rzymie, na początku Nowego Roku, obchodzono calendae. Był to okres, kiedy składano sobie życzenia i obdarowywano się nawzajem w celu zapewnienia pomyślności w nadchodzącym czasie. Stamtąd, przez Bałkany, ten zwyczaj dotarł do Słowian w około VI–VIII wieku.
Słowo kolęda między innymi oznacza dar, kolędowanie – „obrzędowe składanie życzeń – chodzenie z kolędą”, „dar dla kolędników”. Zwykle dar od kolędników nie miał formy materialnej. Były nim słowa życzeń, wypowiadane podczas obrzędu, które ze względu na swój wymiar sakralny, miały wpłynąć na nowokreowaną rzeczywistość. Brodacze to forma kolędowania znana jedynie w Sławatyczach. Patrząc pod względem genetycznym, ma ona swoje źródło w czasach przedchrześcijańskich, kiedy na przełomie starego i nowego roku praktykowano specjalne obrzędy. Tradycyjnie, ten rodzaj kolędowania nie zawiera treści związanych z Bożym Narodzeniem, czyli jest to kolędowanie noworoczne.

## Elementy stroju

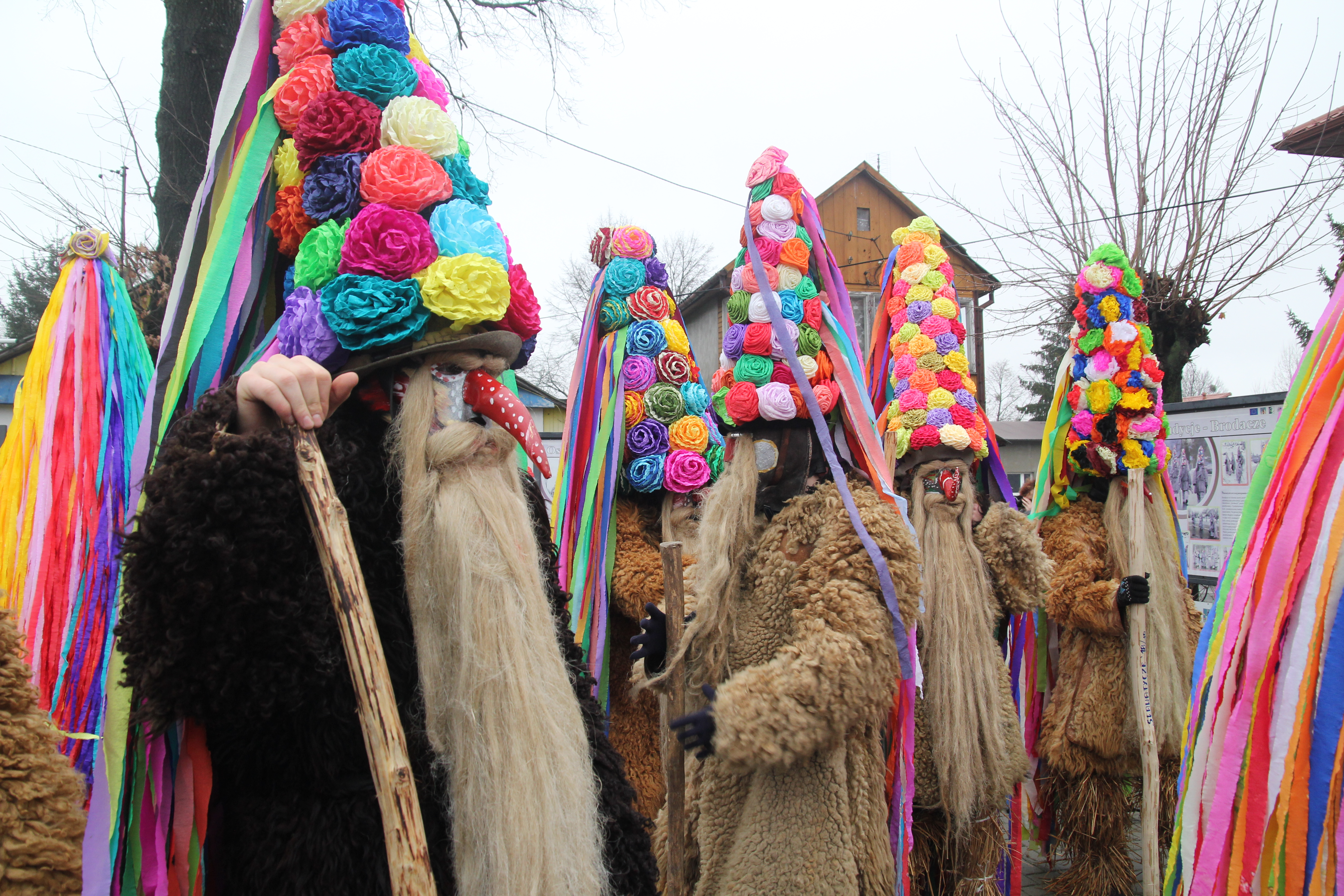
Brodacze ze Sławatycz

Strój Brodacza składa się z: maski, czapy, brody, odwróconego na wierzch kożucha, garbu, słomianych butów i powróseł. Jest wykonywany własnoręcznie przez mieszkańców Sławatycz. Strój zaczynano przygotowywać i zwykle wraz z początkiem adwentu. Te kostiumy przypominają trochę drobów małopolskich albo dziadów żywieckich.
„Maska Brodacza wykonana jest ze starej pomarszczonej skóry, z jaskrawym obrysem ust, oczu lub nosa, najczęściej białym lub czerwonym, z dodatkowymi, zwykle białymi kropkami lub cętkami na policzkach lub pod oczami. Maska zakrywa całą twarz kolędnika włącznie z ustami, co ewokuje konieczność głośnej artykulacji i ogranicza możliwości wokalne”. Funkcją maski jest ochrona przed złymi mocami i przedstawia ona postacie z zaświatów. Ten, kto ją zakładał, w pewien sposób łączył się z zaświatami, uzyskiwał moc ze świata sacrum i sprowadzał ją do świata ludzkiego. W wiedzy potocznej mieszkańców Sławatycz maska symbolizuje starość i stary rok.
Czapa jest stożkowata i wysoka na około 80 cm. Ozdabia się ją kolorowymi kwiatami i wieloma długimi, zwisającymi wstążkami z bibuły, które wykonywały dziewczęta. Element ten ze względu na swoją stożkowatość i wysokość symbolizuje sięganie ku niebu – światu sacrum i realizuje zasadę „im wyżej, tym lepiej”, istniejącą w myśleniu magicznym (uwidaczniają ją np. wysokie palmy wielkanocne, taniec na wysoki len). Kształt ten może też pełnić funkcje zalotne, co pojawia się w pieśniach ludowych, gdzie symbolizuje on męski organ. Kolorowe kwiaty i wstążki w środku zimy oznaczają witalność i ożywienie.

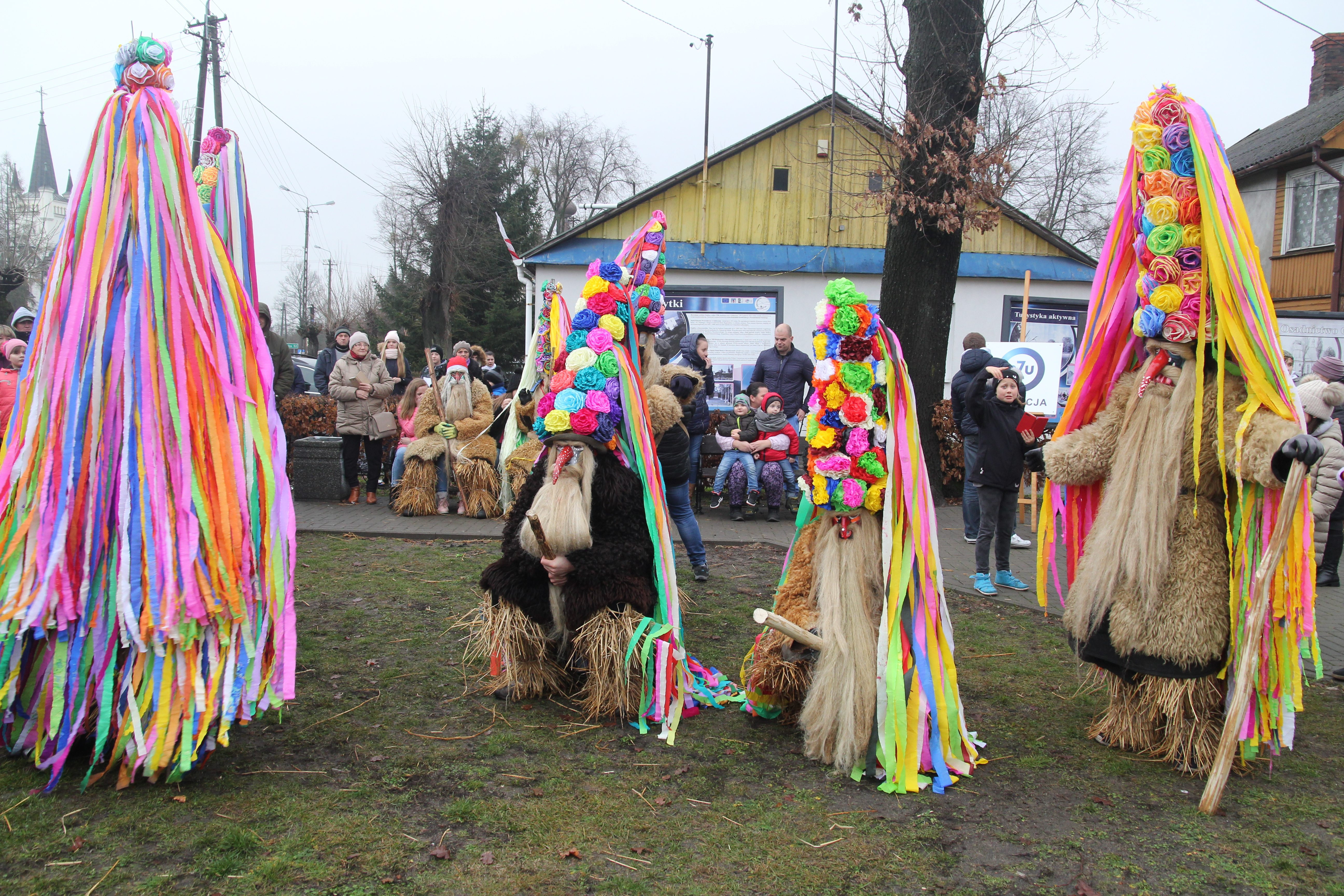
Brodacze ze Sławatycz

Broda jest długa i bujna, wykonana z lnu i oznacza „długie życie, duże doświadczenie, bogactwo różnorakich przeżyć, dostojeństwo”. W wielu kulturach, broda wiąże się z męskością, a co za tym idzie z płodnością oraz siłą. Len uważa się za „roślinę służącą kontaktowi świata sacrum ze światem profanum”.
Odwrócony kożuch jest obecny w różnych formach kolędniczych. Symbolizuje obfitość i dostatek.
Garb, jako przejaw kalectwa, symbolizuje istoty pochodzące ze sfery pomiędzy sacrum a profanum. Jako objaw starości oznacza wysiłek, który został dokonany w przemijającym roku. Według wierzeń ludowych jego dotknięcie przynosi szczęście.
Słoma, z której wykonane są buty i powrósła w pasie, stosowana jest zarówno w obrzędach kolędniczych, jak i pogrzebowych. Według wierzeń ludowych, pomaga ona w nawiązaniu kontaktu z zaświatami oraz posiada funkcje wegetacyjno-płodnościowe. Pozwala ona sprowadzić brodaczom „dostatek, urodzaj i płodność ludzi z zaświatów”.

## Kolędowanie
W ostatni dzień roku – 31 grudnia, następuje obrzędowe składanie życzeń. Dwie grupy Brodaczy zbierają się w różnych miejscach i chodzą od domu do domu, śpiewając kolędy i składając życzenia. Jedna z nich wyrusza z ulicy Włodawskiej z kolędą Wesołą nowinę bracia słuchajcie, natomiast druga – z ulicy Kodeńskiej, śpiewając Powstań Dawidzie. Kierują się w stronę kościoła, gdzie z mieszkańcami Sławatycz uczestniczą w nabożeństwie. Brodacze omijają domy, w których panuje żałoba, aby wyrazić szacunek dla pamięci zmarłej osoby. Ilość dni, podczas których obecni są Brodacze, pomaga wzmocnić kontakt z sacrum – trójka symbolizuje „liczbę objawioną, boską, świętą”. Duże znaczenie ma umiejscowienie tego zwyczaju na końcu roku, w czasie granicznym, w którym według myślenia magicznego, następuje spotkanie się ze sobą dwóch światów – „spotkanie śmierci i życia, początku i końca (m.in. końca starego i początku nowego roku)”. Taki czas działań obrzędowych umożliwia wykorzystanie mocy ze świata sacrum, która zapewni mieszkańcom wyższą jakość życia.
Słowa życzeń podane przez Leonarda Chomiczewskiego:

O tej dobie leży we żłobie 

Syn Wiekuisty z Panny Przeczystej. 

Ta Dziewica porodziła Królewicza. 

Osioł z wołem pod okołem 

Nisko padają, pasterze grają. 

Trzej Królowie swoje zdrowie 

Niosą z pieśniami, baśniami, 

Bośmy pokłon dali z serca swego szanujmy Jego!

W przestrzeni publicznej Brodacze mają dużo większe prawa niż przeciętni mieszkańcy. W ich zachowanie może wchodzić obściskiwanie kobiet, udawanie przemocy wobec dzieci poprzez „uderzanie, łapanie, przytrzymywanie, przewracanie, ganianie”, dotykanie laską przechodniów, czy bieganie poza wyznaczonymi dla pieszych chodnikami. Również mają pozwolenie na zatrzymywanie samochodów, siadanie na ich maskach i niedopuszczenie do przejazdu bez otrzymania datków. Tradycyjną częścią obrzędu jest „branie na chocki” – Brodacze łapią panny i je podrzucają. Jeżeli panna zostanie „wzięta na chocki”, oznacza to, że wyjdzie ona za mąż w przyszłym roku.
Brodacze nie mogą mówić, ponieważ mogłoby to wydać tożsamość kolędnika. Nieartykułowane dźwięki, które wydają, to głównie okrzyki, pohukiwania, porykiwania i pomrukiwania. Kiedy śpiewają, ich donośny głos słychać w całej miejscowości. Dodatkowy hałas tworzy stukanie laskami i piski oraz krzyki osób, z którymi wchodzą w interakcje.

## Działania na rzecz zachowania tradycji

### Konkurs na Brodacza roku
Konkurs „Brodacz Roku” odbywa się z inicjatywy Gminnego Ośrodka Kultury w Sławatyczach. Jego współorganizatorami są: Gminna Biblioteka Publiczna, Zespół Szkół w Sławatyczach oraz Stowarzyszenie Rozwoju Gminy Sławatycze. Wśród jego jurorów znajdują się mężczyźni, którzy w przeszłości wcielali się w Brodaczy. Konkurs odbywa się podczas jednego z dni, w których Brodacze kolędują w centrum Sławatycz. W wypadku nieodpowiedniej pogody przenosi się go sali widowiskowej domu kultury. Towarzyszą jemu między innymi koncerty i „Zimowy Piknik”.
Po raz pierwszy konkurs odbył się w 1980 roku, jednak w 1981 roku został zawieszony z powodu stanu wojennego. Brodacze nadal kolędowali i byli wspierani przez Gminny Ośrodek Kultury. W 2009 roku wznowiono konkursy.
Uczestnicy konkursu otrzymują nagrody pieniężne oraz figurki przedstawiające Brodaczy.

### Muzea
Czapka i maska Brodacza prezentowane są na wystawie bożonarodzeniowej Muzeum Południowego Podlasia w Białej Podlaskiej od 2000 roku. Relacja fotograficzna z konkursu i kolędowania wykonana przez Lecha Ścibora-Rylskiego zdeponowana została przez Muzeum Etnograficzne im. Marii Znamierowskiej-Prüfferowej w Toruniu i wykorzystana w książce “Przewodnik po Bożym Narodzeniu” Angieszki Kostrzewy i Hanny Łopatyńskiej.

### Krajowa lista niematerialnego dziedzictwa kulturowego
1 grudnia 2021 roku podjęto decyzję wpisania obrzędu „Brodacze ze Sławatycz – zwyczaj pożegnania starego roku” na Krajową Listę niematerialnego dziedzictwa kulturowego, za decyzją Ministra Kultury i Dziedzictwa Narodowego.